# Ayumi Hara
Pour les articles homonymes, voir Hara.
Ayumi Hara (原 歩, Hara Ayumi), née le 21 février 1979, est une joueuse internationale de football japonaise.

## Biographie
Le 17 mai 1998, elle fait ses débuts dans l'équipe nationale japonaise contre les États-Unis. Elle participe à la Coupe du monde 1999, 2007 et Jeux olympiques d'été 2008. Elle compte 42 sélections et 2 buts en équipe nationale du Japon de 1998 à 2008.

## Statistiques
Le tableau ci-dessous présente les statistiques de Ayumi Hara en équipe nationale
| Équipe du Japon | Équipe du Japon | Équipe du Japon |
| Année           | Matchs          | Buts            |
| --------------- | --------------- | --------------- |
| 1998            | 3               | 0               |
| 1999            | 12              | 1               |
| 2000            | 6               | 0               |
| 2001            | 4               | 0               |
| 2002            | 2               | 0               |
| 2003            | 0               | 0               |
| 2004            | 1               | 0               |
| 2005            | 1               | 0               |
| 2006            | 0               | 0               |
| 2007            | 5               | 0               |
| 2008            | 8               | 1               |
| Total           | 42              | 2               |